# Torreblanca (kommun)

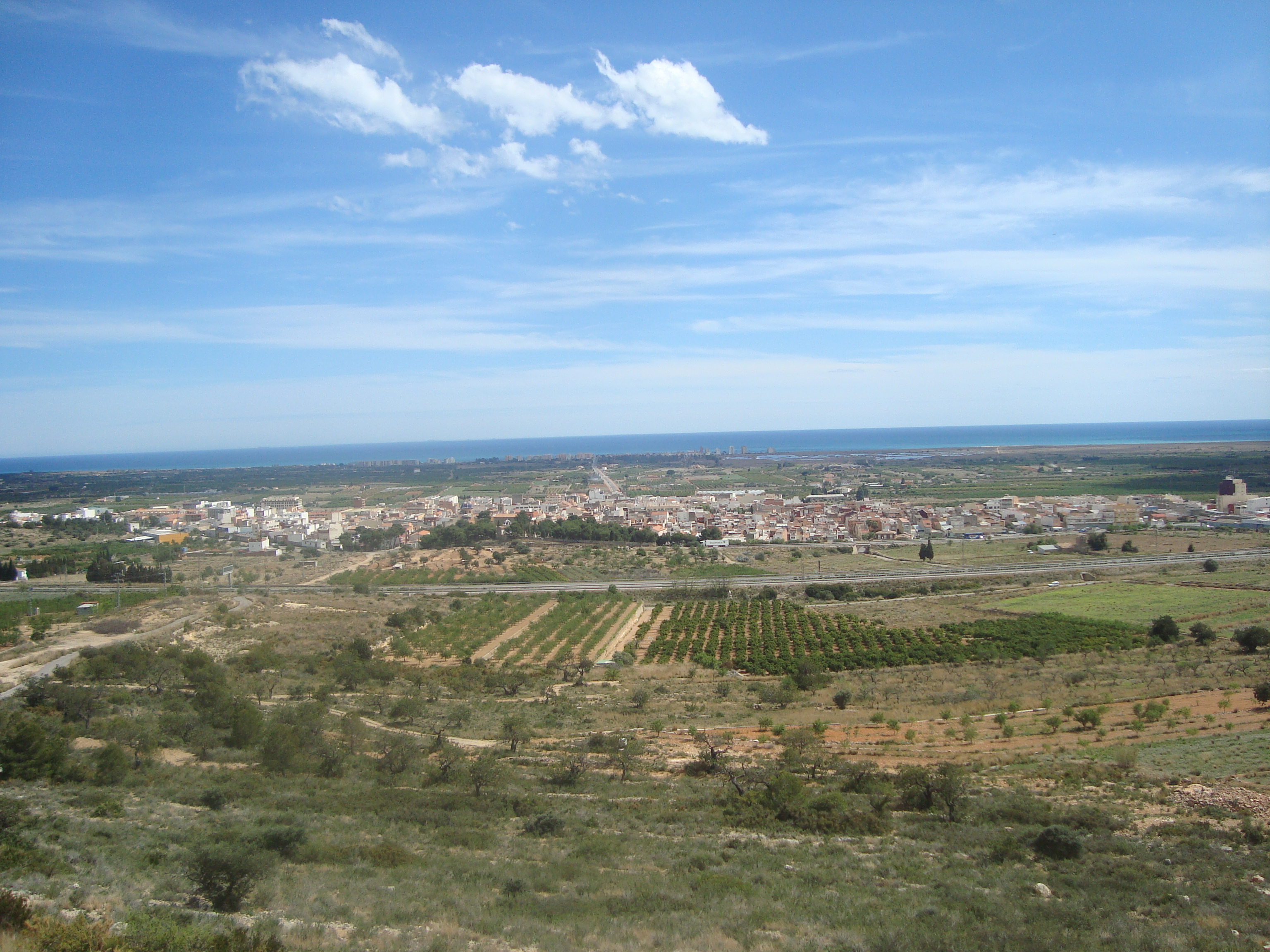
Torreblanca

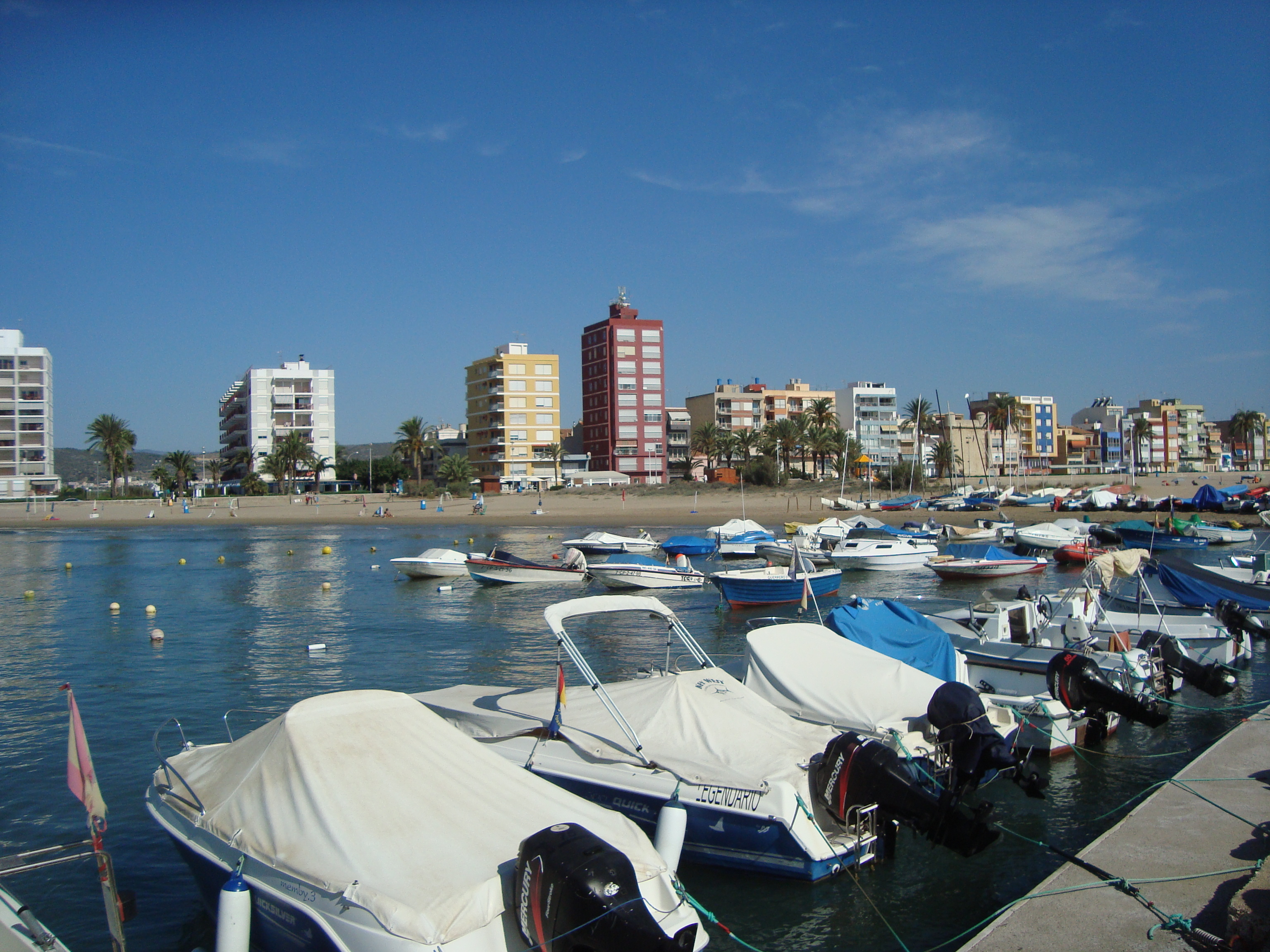
Playa de Torrenostra (Torreblanca).

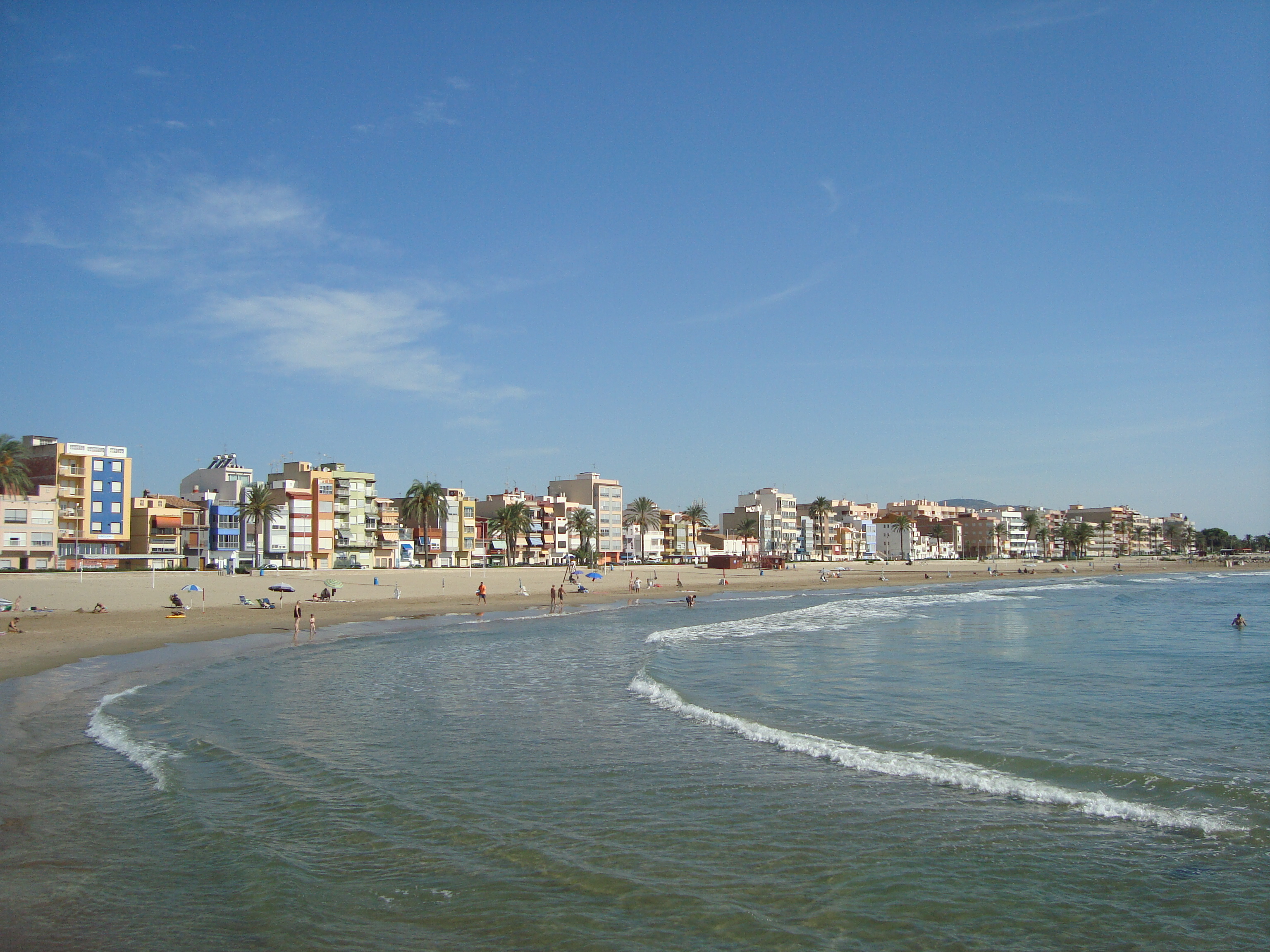
Playa de Torrenostra (Torreblanca)

Torreblanca är en kommun i Spanien.   Den ligger i provinsen Província de Castelló och regionen Valencia, i den östra delen av landet, 300 km öster om huvudstaden Madrid. Antalet invånare är 5 737. Arean är 29,8 kvadratkilometer. Torreblanca gränsar till Alcalà de Xivert, Benlloch och Cabanes. 
Terrängen i Torreblanca är platt österut, men åt nordväst är den kuperad.

## Externa länkar

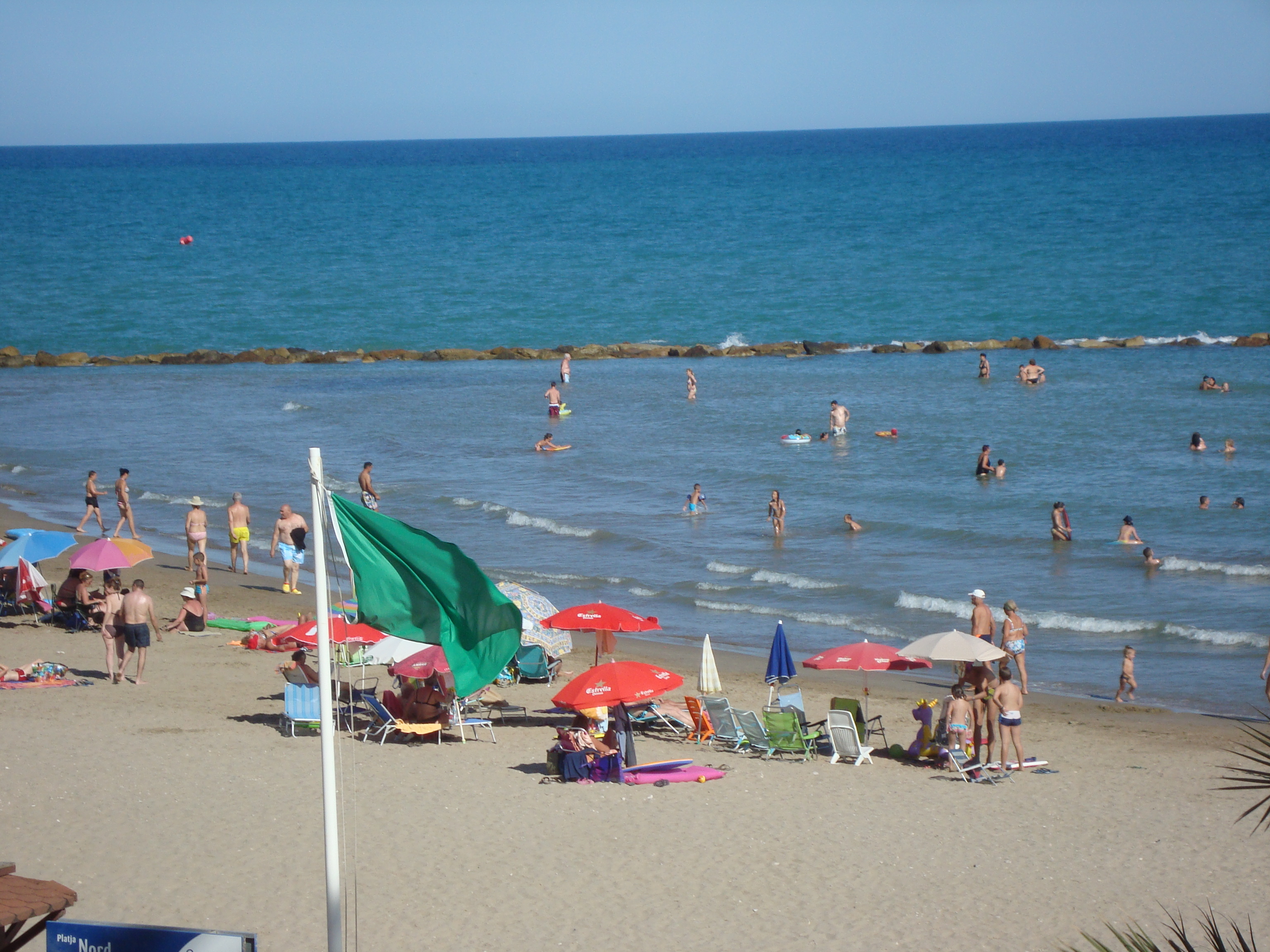
Playa Norte de Torrenostra- Torreblanca